# Wolfango Dalla Vecchia
Wolfango Dalla Vecchia (Roma, 5 febbraio 1923 – Padova, 7 dicembre 1994) è stato un compositore, organista, direttore d'orchestra musicologo e docente italiano.

## Biografia
Rimasto orfano in giovane età della madre, passò alle cure della zia materna a Padova.
Qui studiò letteratura latina con Concetto Marchesi e conseguì il dottorato in filosofia nel 1945.
Compì gli studi di organo con Fernando Germani e di composizione con Goffredo Petrassi, diplomandosi a Roma nel 1948; di Petrassi, in quello stesso anno, eseguì la prima assoluta degli Inni Sacri per organo, tenore e baritono. 
Fu docente d’organo e di composizione nei Conservatori di Bologna, Bolzano, Venezia e Padova.
Diresse il Conservatorio di Padova, fu tra i fondatori del Centro di Sonologia computazionale dell'Università di Padova e direttore dell'Istituto musicale Canneti di Vicenza.
Diede impulso ai Seminari internazionali di studi e ricerche sul Linguaggio musicale, svoltisi a Vicenza tra il 1971 e il 1976,  cui presero parte Luciano Berio, Brian Ferneyhough, Mauricio Kagel, Luigi Nono, Karlheinz Stockhausen. Istituì e tenne un corso libero di Teoria generale della composizione
all’Istituto musicale Benvenuti di Conegliano. 
Nel 1985 il Presidente della Repubblica Sandro Pertini lo nominò Commendatore e nel 1988 gli è fu conferito il Premio San Vidal a Venezia per meriti nel campo della spiritualità.
Fu tra gli scopritori del talento di Katia Ricciarelli, cui, come presidente di giuria a un concorso a Venezia, attribuì la lode, intuendone le future possibilità come interprete.

## Opere
La sua produzione conta sessantadue numeri d'opera e comprende pagine dedicate all'organo e al pianoforte, composizioni corali e vocali, un'opera lirica, balletti, pezzi sinfonici e cameristici per gli organici più vari; musiche di scena e computer music.
Musica sinfonica
- Prima Suite (1948-50), riportata anche con il titolo Suite Accademica
- Seconda Suite, dal balletto "Le stelle vere" (1950-51)
- Concertino all'italiana, per orchestra d'archi (1957)
- Ouverture per contrabbasso e orchestra d'archi (1962)
- Quattro momenti musicali per flauto e orchestra d'archi (1965)
- Victoris laus per viola e orchestra d'archi (1970)
- Variati amorosi momenti, per orchestra d'archi (1978)
- O Padua Felix, Ouverture per tromba, orchestra d'archi e due corni (1991)

Musica da camera
- Dulcissime tange, per ensemble di percussioni (da 2 a 6 suonatori) (1974)
- Il carro di fuoco, per organo, 2 trombe e 2 tromboni (1975)
- Jeu d'éches, per due o più strumenti ad libitum (1975)
- Mediavita, per organo e nastro (1978)
- Atrocissime tange, per nastro, pantomime e percussioni (1981)
- Affettuosa memoria, per flauto e oboe (1986)
- Cassiopeia, per quattro chitarre (1989)
- El músico estrambótico. Motet para tres clarinetes (1989)
- Musique pour Gazomètre, per fagotto e fiati (1994)

## Discografia
- Opera omnia per organo. Silvio Celeghin. La Bottega Discantica, 2004
- Wolfango Dalla Vecchia suona Wolfango dalla Vecchia. RES Registrazioni e Suoni, 2005
- Opere sacre. Giovanna Damian, Schola San Rocco, Silvio Celeghin, Francesco Erle. Tactus, 2015